# کوه ایگل (آلبرتا)
کوه ایگل (به انگلیسی: Eagle Mountain) یک کوه در کانادا است که در آلبرتا واقع شده‌است. کوه ایگل ۲٬۸۳۶ متر بالاتر از سطح دریا واقع شده‌است.